# Музеи в Северна Македония
Това е списък на музеите в Северна Македония.

### Музеи в Скопие
- Музей на Македония
- Музей на съвременното изкуство
- Музей на град Скопие
- Нумизматичен музей на Народна банка на Северна Македония
- Природонаучен музей на Македония
- Институт за защита на паметниците на културата в град Скопие
- Републикански институт за защита на паметниците на културата
- Музей на македонската борба
- Мемориален център на Холокоста на евреите от Македония
- Музей на АРМ – музей на македонската армия

### Музеи в страната
- Галерия „Никола Мартиноски“, Крушево
- Исторически музей (Крушево), Крушево
- Леярна на ВМОРО, Крушево
- Музей на Илинденското въстание и Крушевската република, Крушево
- Музей на Народно-освободителната борба, Крушево
- Музей на град Кратово, Кратово
- Музей на град Неготино, Неготино
- Музей на Тетовския край, Тетово
- Западна Македония в НОВ, Кичево
- Музей „Д-р Никола Незлобински“, Струга
- Музей – Куманово, Куманово
- Народен музей Велес, Велес
- Народен музей П.О., Свети Никола
- Работнически университет Киро Донев, Радовиш
- Робева къща, Охрид
- Музей - Гевгели, Гевгели
- Музей-галерия – Кавадарци, Кавадарци
- Работнически университет Кирил и Методий, Гевгели
- Художествена галерия Струмица, Струмица
- Институт за защита на паметниците на културата и музей – Щип
- Институт за защита на паметниците на културата и музей – Охрид
- Възпоменателен дом на култура Благой Янков-Мучето, Струмица
- Институт за защита на паметниците на културата и музей – Струмица
- Институт за защита на паметниците на културата и музей – Прилеп
- Музей на тютюна, Прилеп
- Институт за защита на паметниците на културата и музей – Битоля
- Музейна сбирка, Кочани